# جاك ويلكينسون (لاعب كرة قدم)
جاك ويلكينسون (بالإنجليزية: Jack Wilkinson)‏ (13 يونيو 1902 في المملكة المتحدة - 1 أبريل 1979) هو لاعب كرة قدم بريطاني (وحمل سابقاً جنسية المملكة المتحدة لبريطانيا العظمى وأيرلندا) في مركز الهجوم. لعب مع سكونثورب يونايتد وشيفيلد وينزداي ونادي سندرلاند ونيوكاسل يونايتد وهال سيتي ولينكولن سيتي أف سي وWath Athletic F.C. ‏.

## وصلات خارجية
- جاك ويلكنسون على موقع قاعدة بيانات كرة القدم.إي يو (الإنجليزية)